# Хлорофиллум
 Хлорофи́ллум  (лат. Chlorophyllum) — род грибов семейства Шампиньоновые (Agaricaceae). Среди представителей имеются как съедобные, так и ядовитые виды.

## История изучения
К роду первоначально относили один или несколько видов, распространённых преимущественно в Южном полушарии и на юге Голарктики и отличающихся зелёной окраской зрелых пластинок и спор. В конце XX — начале XXI века, с появлением и развитием методов молекулярной филогенетики, в род Хлорофиллум были перенесены некоторые виды, ранее относимые к роду Макролепиота (Macrolepiota) и некоторым другим близким родам, которые объединялись в трибу Leucocoprinae Singer, 1948. По данным сайта Энциклопедия жизни на 2010 год, род содержит 16 видов.

## Описание
Описание рода по морфологическим признакам без учёта данных молекулярной филогенетики:
- Тип развития плодового тела гемиангиокарпный. По габитусу плодовых тел род подобен роду Макролепиота.
- Шляпка толстомясистая, с бугорком, поверхность чешуйчатая.
- Мякоть беловатая или розоватая, на срезе окрашивается.
- Пластинки свободные, с коллариумом, частые, широкие, беловатые, позже зеленоватые, зелёные. Трама пластинок правильная, с возрастом становится неправильной.
- Ножка цилиндрическая, центральная, в основании расширяется в клубень. Кольцо верхушечное, широкое, подвижное.
- Споровый порошок зелёного цвета. Споры зелёные, широкоэллипсоидальные или овально-яйцевидные, обратнояйцевидные, с выраженной широкой порой прорастания, гладкие. Содержимое спор флуоресцирует.
- Плевроцистиды отсутствуют, хейлоцистиды есть.

## Виды
Список по сайту «Энциклопедия жизни»:
- Chlorophyllum abruptibulbum (R. Heim) Vellinga, 2002
- Chlorophyllum agaricoides (Czern.) Vellinga, 2002
- Chlorophyllum alborubescens (Hongo) Vellinga, 2002
- Chlorophyllum brunneum (Farl. & Burt) Vellinga, 2002
- Chlorophyllum globosum (Mossebo) Vellinga, 2002
- Chlorophyllum hortense (Murrill) Vellinga, 2002
- Chlorophyllum humei (Murrill) Vellinga, 2002
- Chlorophyllum mammillatum (Murrill) Vellinga, 2002
- Chlorophyllum molybdites (G. Mey.) Massee, 1898 — Хлорофиллум свинцовошлаковый syn. Chlorophyllum esculentum Massee, 1898
- Chlorophyllum neomastoideum (Hongo) Vellinga, 2002
- Chlorophyllum nothorachodes Vellinga & Lepp, 2003
- Chlorophyllum olivieri (Barla) Vellinga, 2002
- Chlorophyllum rhacodes (Vittad.) Vellinga, 2002 — Гриб-зонтик краснеющий
- Chlorophyllum sphaerosporum Z.W. Ge & Zhu L. Yang, 2006
- Chlorophyllum subfulvidiscum (Murrill) Vellinga, 2002
- Chlorophyllum subrhacodes (Murrill) Vellinga, 2002